# 聂绀弩
聂绀弩（1903年1月28日—1986年3月26日），原名聂国棪，号干如，笔名耳耶、绀弩、甘奴、聂畸、萧今度、迈斯、悍膂、澹台灭闇等，室名三红金水之斋，湖北京山人，中华民国及中华人民共和国作家，中国共产党党员。其杂文和旧体诗都很有名。

## 生平

### 早年生涯
1903年1月28日，生于湖北省京山县城。1904年生母去世，父亲聂平周未续娶。叔父母未生育，抱养他为子，自此他称生父为伯伯。他家是个城市平民家庭。祖上曾兴旺，但他祖父未入仕途，后来家道中落。他的养父（叔父）一生没有固定职业。1910年，聂绀弩进入申家祠堂读书，启蒙老师是孙铁人。1914年生父聂平周病逝。1915年，升入县立高等小学。1916年从县立高等小学毕业后，失学在家。1919年，养父（叔父）病逝。
1920年，孙铁人从上海给家乡来信，愿资助培养3个家乡的子弟，聂绀弩被乡亲们推举成为3个人之一，赴上海。聂绀弩筹措赴上海的盘缠时，又收到董锄平寄来的《劳动周刊》和《共产党宣言》。到上海后，经孙铁人安排，聂绀弩进入上海高等英文学校学习3个月。1921年，又经孙铁人安排，到福建泉州，任中国国民党的东路讨贼军前敌总指挥部（总指挥为何成濬）秘书处担任录事，并由孙铁人介绍加入中国国民党。其间接触了刘师复的《无政府主义讨论集》。
1922年，经孙铁人介绍而结识的同乡鲍慧僧给聂绀弩来信，将他请到英属马来亚吉隆坡任運怀义学教员（運怀义学是一所华侨小学）。1923年秋冬之际，应董锄平之邀，聂绀弩到达缅甸仰光任《觉民日报》编辑。但聂绀弩刚到仰光，鲍慧僧（《缅甸晨报》总编辑）、董锄平（《觉民日报》总编辑）就被殖民当局驱逐出境。不久，被《觉民日报》开除，乃任《缅甸晨报》编辑。

### 从黄埔到南京
1924年，在中国国民党第一次全国代表大会后不久，聂绀弩从仰光抵达广州，在鲍慧僧、廖乾五的劝告下，考入中央陆军军官学校（黄埔军校）第二期。因为鲍慧僧和包惠僧同住一室。鲍佛田（1891-1939），号慧僧，湖北京山人。包惠僧（1895-1979），湖北黄冈人。所以聂绀弩在鲍慧僧处结识了包惠僧。聂绀弩还初识了黄埔军校政治部主任周恩来。1925年，随黄埔军校第二期全体学生编入部队，参加第一次东征，随部队开入广东海丰，在海丰参与了彭湃领导的农民运动工作，任海丰农民运动讲习所教官兼政治部科员。在海丰县，结识了到海丰农民运动讲习所学习的陆安师范女学生敖少琼，以及知名作家钟敬文。1925年从黄埔军校毕业后，考入苏联莫斯科中山大学，1926年到达莫斯科上学。在学校期间，他始终未掌握俄语，但自修了全部文科大学课程。他“专心文艺，不问政治”，中国国民党及中国共产党两方面都认为他是对政治冷淡消极的落后分子。
1927年，聂绀弩回国来到南京，住在中国国民党中央党务学校等待分配，受到中央党务学校训育员康泽赏识。经过半年审查，聂绀弩由中央党务学校的临时辅导员转为正式辅导员，并结识了该校学生周之芹（即周颖）。同年，因为给在南京的聂绀弩写信，聂绀弩的朋友敖少琼在海丰被革命同志当作反革命、通敌叛变分子而处决。1928年，聂绀弩因和周颖恋爱，遭到中央党务学校全体学生反对。康泽也因对学生太严格，遭到中央党务学校学生反对。因此，聂绀弩和康泽都被调离。聂绀弩调任中央通訊社编辑（后来逐渐升为副主任）。1929年与周颖結婚，婚后周颖到日本留学。1931年，经中央通訊社主任萧惟一介绍，附带帮《新京日报》编副刊《雨花》。

### 流亡日本
1931年九一八事变后，聂绀弩利用和金满城组织“什么诗社”的办法，组织创办了“文艺青年反日会”，由聂绀弩起草请愿书，发给每个会员，又拿到全国学生请愿示威大会现场散发。同时，聂绀弩还在《雨花》上发表宣传抗日的文章。中国国民党当局为此通缉聂绀弩。1931年9月25日，聂绀弩弃职潜逃到上海，随后赴日本与妻子周颖会合。
1932年在日本，经周颖介绍，结识了胡风。经胡风介绍，参加左联，与胡风、方天一、王达夫、周颖共办“新兴文化研究会”，出版反日刊物《文化斗争》。
1933年樱花节，聂绀弩夫妇及胡风、方天一、王达夫被日本警方逮捕，关押在早稻田三个月。1933年7月，聂绀弩夫妇及胡风及其他20多个中国学生，被日本政府从东京驱逐出境，押送至中国上海。聂绀弩夫妇及胡风、汪孝达、漆宪章等人抵达上海后，以“留日华侨代表团”的名义发表《反日宣言》，并举行记者招待会，这批被驱逐者中的唯一一位女性周颖在记者招待会上讲话，抗议日本当局。

### 在上海
不久，他们参加反帝大同盟，聂绀弩成为左联理论研究委员会成员。经留苏同学孟十还推荐，被留苏同学林柏生聘为上海《中华日报》文学副刊《动向》的编辑。1934年1月1日《动向》发刊，聂绀弩经左联同意，找来叶紫担任助手。鲁迅向《动向》投稿数十篇，田间、宋之的、周而复、艾青、张庚、欧阳山、任白涛、廖沫沙、章泯也都常为《动向》投稿。另外，林柏生通过聂绀弩组织写社论，胡风、杜国庠都写过社论。所以《中华日报》上的社论、专论大都由左联人员执笔。1934年8月31日，《动向》停刊。1934年，聂绀弩开始发表文学作品。
1934年，经同乡吴奚如的介绍，聂绀弩加入中国共产党。聂绀弩入党后接受的第一个任务, 便是赴四川康泽处搞情报，但从到重庆、成都到回上海，康泽派人一路护送，所以聂绀弩未获得任何情报。1934年春，聂绀弩以小说《金元爹》求教于鲁迅，从此开始与鲁迅交往。1935年，在鲁迅支持下，聂绀弩参与主编《海燕》（主编者是鲁迅、胡风、吴奚如、萧军、萧红、周文、聂绀弩），1935年初创刊，仅出两期便被迫停办。
1936年9月，聂绀弩奉中共党组织之命，护送刚从南京脱险的丁玲去西安，聂绀弩与初次见面的丁玲改换姓名，聂绀弩化名为“聂有才”，沿途假称夫妻，到达西安。次日见到专程从陕北来接丁玲的潘汉年。在潘汉年建议下，聂绀弩返回上海。1936年10月19日，鲁迅病逝。同日，蔡元培、宋庆龄等人组成治丧委员会，10月22日下葬。10月22日，聂绀弩赶回上海，与怀孕的妻子周颖共同参加了鲁迅治丧办事处的工作。2月25日，周颖生下一女，取名“海燕”，以纪念与鲁迅共同创办《海燕》时的经历。

### 抗日战争
1937年抗日战争爆发，自上海八一三事变后，周颖带着女儿聂海燕到湖北京山，聂绀弩则随“上海抗日救亡演剧一队”来到汉口，见到周恩来、吴奚如，经周恩来介绍到《新华日报》编副刊《团结》十天。此后和艾青、田间、萧军、萧红、李又然等人被山西临汾的山西民族革命大学聘为文艺系教授。他们到达临汾，正要开课，日军从晋北南下，攻克娘子关，逼近临汾，山西民族革命大学被迫搬家，他们便随丁玲领导的西北战地服务团经风陵渡过黄河到西安。在八路军西安办事处，聂绀弩见到周恩来，周恩来建议他到延安看看。不久，他和丁玲一起到延安。
1938年春，聂绀弩从延安经西安到武汉。在八路军武汉办事处见到周恩来，受周恩来派遣，赴皖南云岭新四军军部报到。1938年8月，抵达院南云岭新四军军部，先担任政治部宣传科科员，后来调到服务团任创作委员，最后任新四军军部文化委员会委员兼秘书，并负责编新四军军部刊物《抗敌》的文艺部分。后来，丘东平拉聂绀弩去陈毅的新四军第一支队，他们与徐平羽结伴同行来到茅山的新四军第一支队，和陈毅一同住在司令部。聂绀弩每晚和陈毅谈诗。
1939年离开新四军，聂绀弩到浙江金华的中共浙江省委刊物《文化战士》任主编。1940年四、五月间，在广西桂林与张雅琴、欧阳敏讷、胡希明等人办《力报》，聂绀弩任副刊《新垦地》主编。1940年8月20日，刊物《野草》在桂林创刊，夏衍、宋云彬、聂绀弩、孟起、秦似等编辑。1941年2月，国民党当局封闭桂林生活书店，并霸占其房屋另开国防书店，还追捕桂林生活书店经理邵公文等人。聂绀弩为此写下《韩康的药店》一文，轰动桂林。同年，周颖带着女儿聂海燕到重庆邓颖超处，通过吴奚如与聂绀弩取得了联系。1942年春，在桂林与胡风、彭燕郊、艾峰、米军、卢华泽、朱谷怀等筹组南天出版社，出版胡风主编的《七月文丛》和《七月诗丛》。1942年夏，到重庆见周颖，但因工作需要，同年10月返回桂林。1941年，中国国民党元老柳亚子为新四军呼吁，痛斥蒋介石制造皖南事变，被开除中国国民党党籍。桂林的文化界人士为抗议蒋介石的迫害，于1943年5月28日在桂林嘉陵川菜馆集会庆祝柳亚子57寿辰，聂绀弩、田汉等作家、学者百余人到会祝贺。1944年，远在重庆的周颖会同朱学范、易礼容等人共同筹建中国劳动协会。
1945年，聂绀弩也来到重庆，任西南学院教授、重庆《商务日报》副刊《茶座》编辑。1946年，任《新民报》副刊《呼吸》编辑。1946年8月，周颖被捕，出狱后先到上海，后到香港。同年，聂绀弩因刊载揭露兵痞恶行的文章，重庆警备司令部派一个连的军警包围了《新民报》，勒令交出文章作者，中共党组织让聂绀弩撤到香港。聂绀弩遂投奔先期到香港、在中国劳动协会任职的妻子周颖。1947年，从香港“六一”大搜捕中漏网，开始为香港《文汇报》撰写社论，后来又写短评。他还为在香港复刊的《野草》撰稿。在香港，周颖参加民革，当选为民革中央委员。1948年冬，周颖应邓颖超之邀，乘船经朝鲜到天津，而后来到西柏坡参加了全国妇女代表大会筹委会。1949年，聂绀弩继周颖之后回到北平，参加第一次全国文代会。1949年10月1日，他参加了中华人民共和国开国大典。

### 共和国初期
中华人民共和国成立后，聂绀弩任中南区文教委员会委员。1950年，任香港《文汇报》总主笔。1951年春，回到北京，出任人民文学出版社副总编辑兼第二编辑室（古典文学编辑室）主任。1952年加入中国作家协会。任中国作家协会理事兼古典文学研究部副部长，中国文字改革委员会委员。
1955年，“胡風事件”发生，随后中共中央发出《关于开展斗争肃清暗藏的反革命分子的指示》，开始肃反运动。聂绀弩因受胡风、康泽的牵连，在肃反运动中被隔离审查，反省3个月。最后受到留党察看和撤职处分。1957年被划为右派，开除党籍，1958年7月送北大荒的黑龙江省密山农垦局850农场劳动。因一场火灾，以“故意纵火”罪被捕入狱。周颖得知后，北上北大荒营救，经托人疏通，使他以“判刑一年，缓刑一年”假释出狱。1959年初夏，被分配到《北大荒》文艺编辑部工作。1961年春回到北京，1961年秋摘掉右派帽子。经过他的朋友张执一（中共中央统战部副部长、全国政协副秘书长）帮助，1962年在全国政协文史资料委员会担任文史专员。大约从1962年9月起，聂绀弩的写作及言论就被公安机关通过各种渠道搜集起来，多次被摘编报送高层领导。1964年12月，公安机关的简报上曾以《聂绀弩反对文艺界整风，恶毒攻击毛主席》为题，编报了聂绀弩的言论。1964年，聂绀弩到广东广州银河公墓瞻仰萧红墓，并重访广东海丰看望彭湃的母亲，与其合影，还写下《重到海城呈彭母》诗二首，也看望了丘东平的母亲。后来文化大革命中，因聂绀弩此访等原因，彭湃的母亲和儿子遭到批斗致死。

### 文革入狱
文化大革命爆发后，1967年1月13日，中共中央、国务院下发《公安六条》，其中第二条规定：“攻击污蔑伟大领袖毛主席和他的亲密战友林彪同志的，都是现行反革命行为，应当依法惩办。”1967年1月25日，因为“攻击诬蔑无产阶级司令部”，聂绀弩在北京东直门外新源里寓所被作为“現行反革命”逮捕，先后羁押在功德林监狱、半步桥监狱。1969年10月，根据中国人民解放军总参谋长黄永胜发布的“林彪副主席第一号令”，以疏散首都的犯人、加强备战为由，聂绀弩被转押到山西省，在山西省运城地区稷山县看守所羁押5年。1972年6月，公安机关将聂绀弩案起诉到法院审理。1972年12月，北京市中級人民法院进行了一次审讯。1974年5月8日，北京市中級人民法院以“现行反革命罪”，一审判处他无期徒刑。聂绀弩当庭多次提出不上诉。1974年5月24日，聂绀弩交出了一份上诉书，提出上诉。同日，稷山县看守所将聂绀弩的上诉书寄给了北京市高级人民法院。1974年10月9日，北京市高级人民法院派员到稷山县看守所审讯，经过思想教育，聂绀弩当天撤回了上诉。1974年10月17日，北京市高级人民法院作出刑事裁定，准予聂绀弩撤销上诉。此后，1974年10月末，他被移送临汾的山西省第三监狱服刑。
得知聂绀弩被判处无期徒刑后，1975年5月至10月，周颖先后给周恩来总理、邓小平副总理、王震副总理写信申诉，后又致信胡乔木申诉。1975年10月11日，胡乔木将申诉信批转给主管政法工作的华国锋。1975年11月2日，华国锋批交中华人民共和国公安部“派人查问情况”。北京市高级人民法院乃商议决定，将聂绀弩的无期徒刑改判为有期徒刑15年，准其监外就医。此意见报经中共北京市委批准。但因反击右倾翻案风及周恩来逝世，这个改判的判决书迟迟未发出。直至1977年4月，北京市高级人民法院才决定到山西宣布改判的判决书，但却得知聂绀弩已在1976年9月获释，此事乃作罢。

### 释放平反
1975年，中共中央决定释放在押的和刑满留场就业的原国民党县团以上党政军特人员。1976年5月，法院、公安、统战部门联合下发一个通知，要求各地继续清理安置遗漏的国民党县团以上党政军特人员。1976年，山西省高级人民法院按照这份继续清理国民党县团以上党政军特人员的通知，将聂绀弩列为“国民党军警特人员”，裁定予以释放。1976年9月25日聂绀弩获得释放。1976年11月1日回到北京后，由北京市公安局朝阳分局通知，自1977年1月起每月在街道居民委员会领取生活费18元。
返回北京后，正逢中央指示复查文革中的冤假错案，聂绀弩1977年10月17日致函邓小平，并致函中共中央组织部的胡耀邦、陈野苹，提出申诉。邓小平批示：“请中央统战部复查，提出意见。”中共中央组织部也函示北京市高级人民法院对聂绀弩案予以复议。同时，1978年11月11日，民革中央的朱蕴山致信中共北京市委第一书记林乎加，提出请北京市法院“迅即将聂绀弩的冤案平反，取消原判。”林乎加批示：“老作家，抓紧查处。”1979年3月10日，北京市高级人民法院作出对聂绀弩的再审判决，撤销原判，宣告无罪。同日，到聂绀弩的住地宣布并送达判决书。1979年4月7日，人民文学出版社作出关于聂绀弩“右派”问题的改正决定，恢复中国共产党党籍，恢复名誉，恢复聂绀弩原文艺二级工资级别，任命聂绀弩为人民文学出版社顾问。
1979年冬，聂绀弩到北京西苑饭店参加了第四届文代会，但因严重的肺气肿，实际是在西苑饭店躺了19天，在床前会晤了新老朋友。会上，当选为中国作家协会常务理事。自此次会后，聂绀弩再未离开过床。1980年，被补选为全国政协委员。1985年深秋，病重但拒绝住院，在家写完《贾宝玉论》。1985年11月，写下两首怀念冯雪峰的诗，交给雪峰逝世十周年纪念会，这是他的绝笔。
聂绀弩是中国文联第四届委员，中国作家协会第一至第三届理事、第四届顾问。第五、六届全国政协委员。
1986年3月26日，聂绀弩在北京协和医院病逝。1986年4月7日，聂绀弩遗体告别仪式在八宝山革命公墓礼堂举行。

## 著作
1935年到1986年，共出版语言文字、古典小说论文集、散文集、小说集、杂文集、新旧体诗歌集31种。作品主要有：
- 短篇小说集《邂逅》、《两条路》、《夜戏》、《绀弩小说集》
- 散文集《婵娟》、《沉吟》、《巨象》、《高山仰止》、《绀弩散文》
- 杂文集《血书》、《历史的奥秘》、《蛇与塔》、《早醒记》、《关于知识分子》、《二鸦杂文》、《海外奇谈》、《寸磔纸老虎》、《绀弩杂文选》、《聂绀弩杂文集》
- 诗集《元旦》、《山呼》、《三草》、《散宜生诗集》
- 剧本《小鬼凤儿》
- 故事集《天亮了》
- 回忆录《脚印》
- 文学论集《中国古典小说论集》、《从白话文到新文字》

## 家庭
- 妻：周穎。其姊周之廉在五四运动时与周恩来、邓颖超在天津共同组织“觉悟社”。[4]
- 女：聂海燕，1976年8月自杀身亡。[1]
  - 女婿：方志训。聂海燕的丈夫。聂海燕死后一周，自杀身亡。[1]
- 养女：吴丹丹。聂绀弩的朋友吴奚如之女。[4]